# Buire
Buire és un municipi francès situat al departament de l'Aisne i a la regió dels Alts de França. L'any 2007 tenia 877 habitants.

## Demografia

### Població
El 2007 la població de fet de Buire era de 877 persones. Hi havia 340 famílies de les quals 80 eren unipersonals (36 homes vivint sols i 44 dones vivint soles), 108 parelles sense fills, 116 parelles amb fills i 36 famílies monoparentals amb fills.
La població ha evolucionat segons el següent gràfic:
Habitants censats

### Habitatges
El 2007 hi havia 364 habitatges, 346 eren l'habitatge principal de la família, 3 eren segones residències i 15 estaven desocupats. 360 eren cases i 3 eren apartaments. Dels 346 habitatges principals, 265 estaven ocupats pels seus propietaris, 76 estaven llogats i ocupats pels llogaters i 5 estaven cedits a títol gratuït; 6 tenien dues cambres, 46 en tenien tres, 115 en tenien quatre i 178 en tenien cinc o més. 264 habitatges disposaven pel capbaix d'una plaça de pàrquing. A 170 habitatges hi havia un automòbil i a 131 n'hi havia dos o més.

### Piràmide de població
La piràmide de població per edats i sexe el 2009 era:
| Homes | Edats   | Dones |
| ----- | ------- | ----- |
| 0     | 95 o +  | 0     |
| 0     | 90 a 94 | 0     |
| 4     | 85 a 89 | 4     |
| 0     | 80 a 84 | 8     |
| 16    | 75 a 79 | 12    |
| 28    | 70 a 74 | 32    |
| 32    | 65 a 69 | 12    |
| 28    | 60 a 64 | 40    |
| 28    | 55 a 59 | 36    |
| 36    | 50 a 54 | 20    |
| 40    | 45 a 49 | 24    |
| 36    | 40 a 44 | 32    |
| 28    | 35 a 39 | 36    |
| 20    | 30 a 34 | 32    |
| 12    | 25 a 29 | 12    |
| 28    | 20 a 24 | 12    |
| 36    | 15 a 19 | 32    |
| 40    | 10 a 14 | 24    |
| 32    | 5 a 9   | 32    |
| 12    | 0 a 4   | 20    |

## Economia
El 2007 la població en edat de treballar era de 527 persones, 348 eren actives i 179 eren inactives. De les 348 persones actives 302 estaven ocupades (176 homes i 126 dones) i 46 estaven aturades (15 homes i 31 dones). De les 179 persones inactives 55 estaven jubilades, 50 estaven estudiant i 74 estaven classificades com a «altres inactius».

### Ingressos
El 2009 a Buire hi havia 345 unitats fiscals que integraven 893,5 persones, la mediana anual d'ingressos fiscals per persona era de 14.634 €.

### Activitats econòmiques
Dels 24 establiments que hi havia el 2007, 2 eren d'empreses extractives, 1 d'una empresa de fabricació d'altres productes industrials, 5 d'empreses de construcció, 5 d'empreses de comerç i reparació d'automòbils, 1 d'una empresa de transport, 1 d'una empresa d'hostatgeria i restauració, 2 d'empreses d'informació i comunicació, 5 d'empreses de serveis i 2 d'empreses classificades com a «altres activitats de serveis».
Dels 7 establiments de servei als particulars que hi havia el 2009, 1 era una funerària, 1 taller de reparació d'automòbils i de material agrícola, 2 paletes, 1 electricista, 1 empresa de construcció i 1 perruqueria.
L'únic establiment comercial que hi havia el 2009 era un hipermercat.
L'any 2000 a Buire hi havia 8 explotacions agrícoles que ocupaven un total de 275 hectàrees.

## Equipaments sanitaris i escolars
El 2009 hi havia una escola elemental.

## Poblacions més properes
El següent diagrama mostra les poblacions més properes.